# زکی آلاسیا

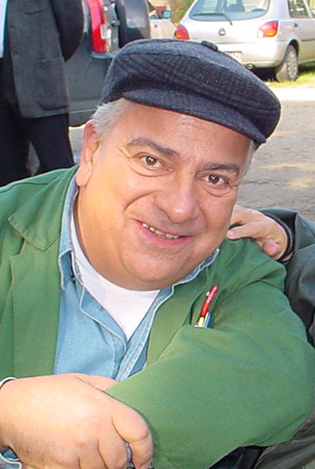
Zeki Alasya

زکی آلاسیا (ترکی استانبولی: Zeki Alasya) یک کارگردان و بازیگر اهل ترکیه بود. او از ترک‌های قبرس بود و در تاریخ ۸ می ۲۰۱۵ در بیمارستان بر اثر بیماری مرتبط با کبدش درگذشت.